# Малый десантный корабль

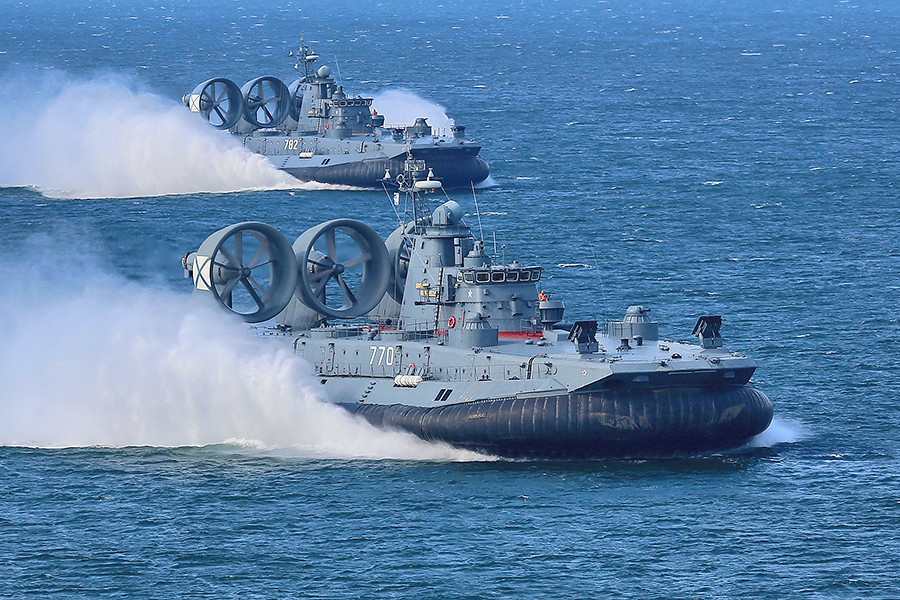
МДК проекта 12322 — «Мордовия» и «Евгений Кочешков»

Малые десантные корабли (МДК) — класс десантных кораблей в Военно-морском Флоте СССР и России. По кодификации НАТО — Tank Landing Craft (LCT) / Infantry Landing Craft (LCI).
В ВМФ России (СССР) данные корабли являются кораблями 4-го ранга.

## История
Малые десантные корабли стали промежуточным звеном между десантными катерами (ДКА) и десантными кораблями (ДК).
В Англии в 1940 году был разработан проект компанией R & W десантно-высадочных средств (Landing craft Mk.I). Они производились серийно на верфях Hawthorn, Leslie & Co. Ltd.
По окончании Второй Мировой войны кораблестроительной программой 1946—1955 годов в СССР было предусмотрено начало разработки и строительства десантных средств. К разработке малых десантных кораблей приступили в ЦПКБ-2 ММФ СССР, взяв за основу немецкую быстроходную десантную баржу MFP типа D (Marinefährprahm D-typ). Проект получил номер 106, а главным конструктором проекта стал Кушнир К. З. МДК проекта строились серийно до 1965 года, а модернизированный проект, получивший номер 106К до 1970 года. Также кораблестроительной программой 1946—1955 годов было предусмотрено строительство десантных кораблей проекта 450, в 1963 году они были переклассифицированы в малые десантные корабли. По техническому заданию, корабли проекта 450 должны были иметь двойное назначение — в качестве транспортного судна по перевозке народно-хозяйственных грузов в мирное время, и в качестве танкодесантного корабля с началом военных действий. Проект был выполнен в ЦКБ-50 (Западное ПКБ, ныне ЦМКБ «Алмаз»), главный конструктор Толоцкий Е. С. На кораблях были продуманы носовые сходни и четыре грузовые стрелы грузоподъёмностью по 3 тонны. Полное водоизмещение: 660 тонн; габариты трюма в свету: 30 × 4,5 × 3,2 м; танковместимость: 3 ОБТ с экипажами, либо два артиллерийских орудия с соответствующими тягачами и боевыми расчётами; дальность плавания: 1 600 миль. МДК были отданы Министерству Морского Флота и Министерству рыбного хозяйства СССР. При мобилизации на корабли могли быть установлены две спаренные 25-мм зенитные установки (одна на носу и вторая на корме).
К 1956 году в ЦКБ-50 был создан самостоятельный проект малых десантных кораблей, специально спроектированный и построенный для высадки десанта под номером 189. Он мог доставить одну мотострелковую роту (максимально 162 человека) с колесной техникой (4-5 единиц легкой колесной техники) на необорудованное побережье.
В ГДР малые десантные корабли «Эберсвальде» (типа «Робби») были созданы к 1962 году. Водоизмещение стандартное 600 т, полное 950 т. Длина 65,О м, ширина 11,5 м, осадка 2,0 м. Два дизеля общей мощностью 4800 л. с., скорость 12 узлов. Вооружение: два 57-мм зенитных орудия и четыре 25-мм автомата. Вместимость: 14 танков или 500 т груза. Всего в 1962—1964 годах построено 10 единиц.
1964 году в Западном ПКБ началась разработка малых десантных кораблей на воздушной подушке, под руководством главного конструктора Озимова Л. В. Проект получил номер 1232. После доработок корабли серии получили шифр «Джейран» и номер 12321. Всего по данному проекту было построено 20 МДКВП в период с 1970 по 1985 год. Эти десантные корабли являлись самыми крупными малыми десантными кораблями на воздушной подушке уступив в середине 1980-х годов кораблям проекта 12322 под шифром «Зубр». Проект был удостоен бронзовой медали на выставке «Brussels Eureka-95».

## Назначение

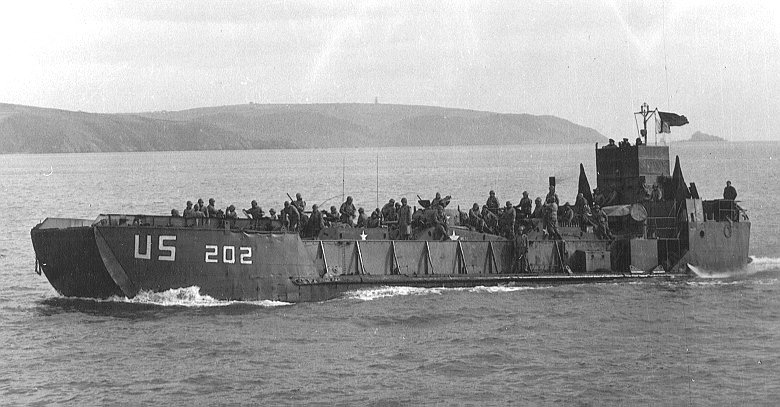
МДК типа LCT военно-морского флота США у берегов Англии, 1944 год

Предназначены для скоростной переброски по воде, высадки на необорудованный берег подразделений морского десанта с вооружением и тяжёлой гусеничной или колёсной боевой бронированной или другой техникой. Также могут использоваться для снабжения воинских частей, дислоцирующихся на побережье. При высадке десанта могут действовать как самостоятельно, так и в составе соединения, или совместно с другими боевыми кораблями, кораблями огневой поддержки и авиацией.

## Конструкция

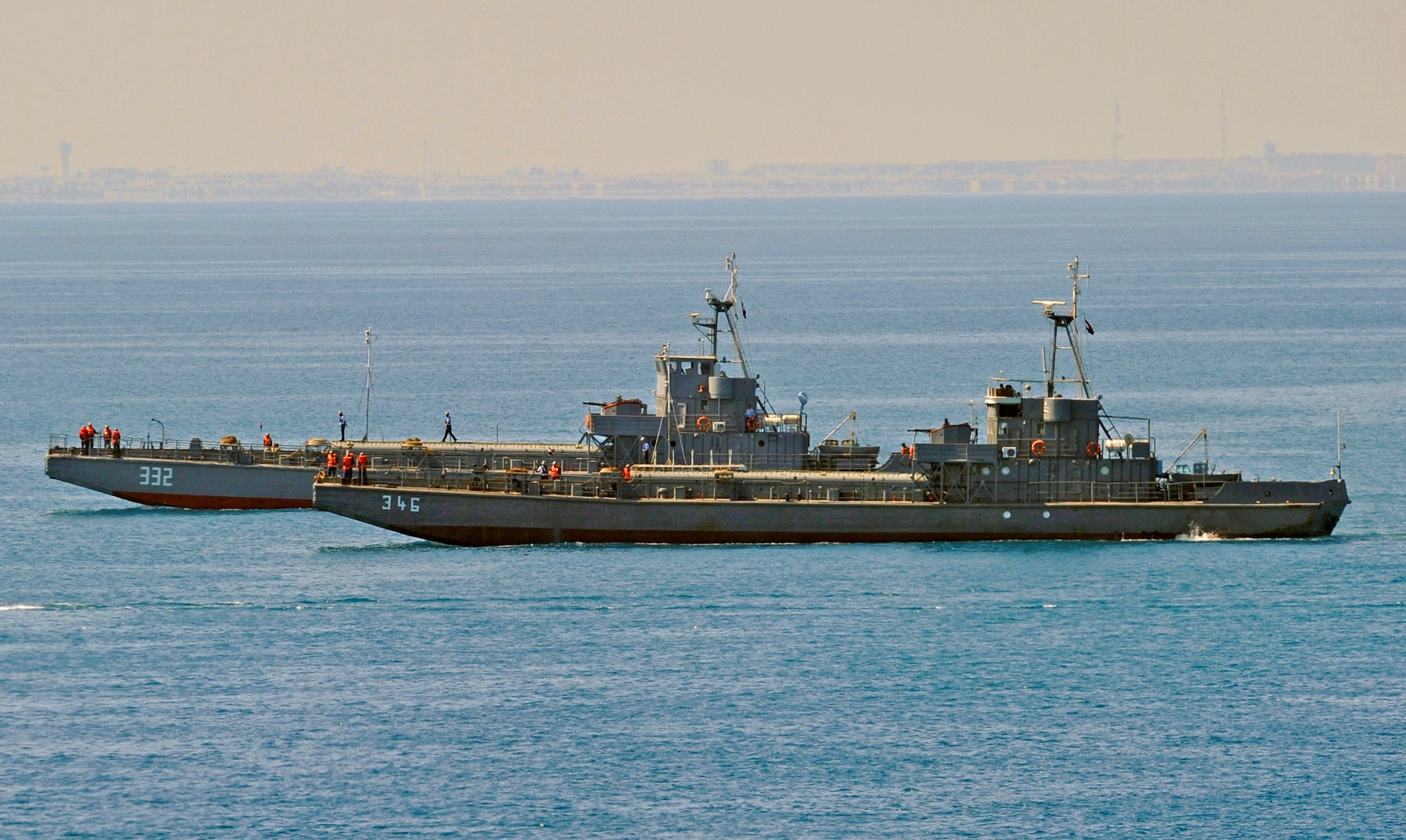
Два МДК пр.106К ВМС Египта

Малые десантные корабли имеют открытый трюм и оснащены носовой аппарелью для выхода сил десанта и выгрузки груза. МДК на воздушной подушке в России (СССР) имеют крытый трюм. В кормовой части располагается машинное отделение. Надстройка с органами управления может размещаться как в кормовой части, так и в центральной части корабля. Конструкция кораблей позволяет самостоятельно сниматься с мели, а кораблей на воздушной подушке выходить в глубь береговой линии.
Вооружение может включать в себя как средства самозащиты (зенитную артиллерию, ПЗРК и личное стрелковое оружие экипажа), так и огневые средства поддержки десанта (артиллерийские установки, системы залпового огня, огнемётно-зажигательные комплексы, крупнокалиберные пулемёты).

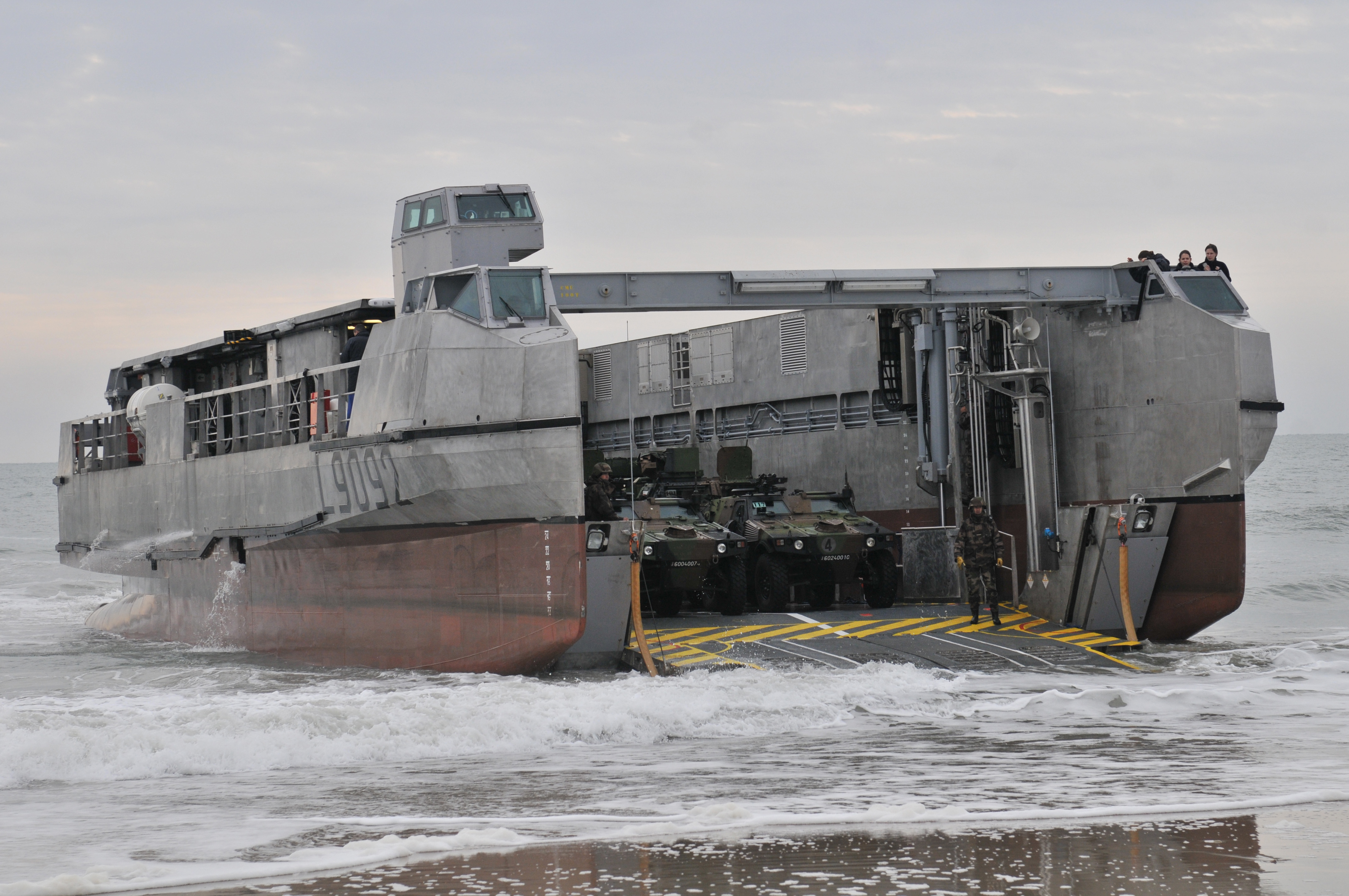
МДК L9092 ВМС Франции

В среднем, катера могут транспортировать до 5 основных танков, или до 12 единиц бронированной техники, или до 350 морских пехотинцев с вооружением.

### Подтипы
Малые десантные корабли делятся на подтипы:
- Водоизмещающие малые десантные корабли
- Малые десантные корабли на воздушной подушке
- Малые десантные корабли-экранопланы

### Представители типа в рядах ВМФ СССР и России
- Малые десантные корабли проекта 450
- Малые десантные корабли проекта 106 и 106К
- Малые десантные корабли проекта 189
- Малые десантные корабли-экранопланы проекта 904
- Малые десантные корабли на воздушной подушке проекта 12321 «Джейран»
- Малые десантные корабли на воздушной подушке проекта 12322 «Зубр»

### Представители типа в рядах ВМС Великобритании
- Ramped Craft Logistic[англ.]
- LCU-1466 Class tank landing ships

### Представители типа в рядах ВМС США
- Infantry Landing Craft (LCI)[англ.]
- Tank Landing Craft (LCT)[англ.]

### Представители типа в рядах ВМС Франции
- Chaland de débarquement d'infanterie et de chars
- Engin de débarquement amphibie rapide

### Представители типа в рядах ВМФ ГДР
- Marinefährprahm
- Малые десантные корабли типа «Робби»

## Боевое применение
6 июня 1944 года операцией «Оверлорд» открылся Второй фронт. Это была широкомасштабная высадка морского десанта. Почти 160 000 морского десанта на 4 тысячах транспортных судах и десантных кораблях одновременно пересекли Ла-Манш и высадились во Франции.
Tank Landing Ships Mk6-type использовались британскими, американскими и индийскими десантниками во время совместной операции «Дракула», при нападении на Рангун в феврале и марте 1945 года и во время освобождения от японской оккупации города Акьяб и его окрестностей.